# Dictio
La dictio (nomina) del dittatore (lat.: dictator) nella Repubblica Romana era un istituto di diritto pubblico, di data incerta, con il quale, in un momento di particolare gravità per lo Stato, uno dei consoli in carica era invitato attraverso un provvedimento del Senato a nominare un dittatore.
La nomina del dittatore si distingueva nettamente dalla procedura di nomina di tutti gli altri magistrati repubblicani, che venivano eletti dal popolo riunito nei Comizi centuriati. Il dittatore veniva infatti "detto", ossia nominato (lat.: dicere), da un console, nella completa solitudine, di notte e nel totale silenzio, senza alcuna attività popolare. Si trattava di un atto unilaterale del supremo magistrato, seguito in un secondo momento dall'approvazione (formale) dell'esercito o delle curie convocate per questo motivo dallo stesso dittatore. 
Una volta nominato, il dittatore provvedeva immediatamente alla nomina del proprio magister equitum.
Secondo Cicerone il dittatore mutuava il proprio appellativo dalla procedura della dictio: dictator ab eo appellatur, quia dicitur (ita.:il dittatore è così chiamato per questo motivo, poiché è detto).

## Formalità della dictio
Per eseguire la dictio era necessario che uno dei consoli fosse autorizzato da un senatoconsulto e avesse ottenuto gli Auspicia. Dopodiché, il console doveva procedere in brevissimo tempo (lat.: nocte proxima), come conveniva a una magistratura propria dei momenti di pericolo imminente, a nominare il dittatore (lat.: dicere dictatorem). Nonostante il vincolo dell'esistenza del provvedimento senatorio, considerato indispensabile non per legge ma per prassi,  il console aveva piena libertà di scelta nel nominare il dittatore.
La nomina doveva essere effettuata esclusivamente in territorio romano, e poteva esser fatta anche presso il campo di battaglia attraverso un messaggero che recapitasse al console il decreto del Senato.
La dictio non poteva in nessun modo essere effettuata fuori d'Italia, e la stessa provincia della Sicilia era esclusa dal territorio nel quale era possibile la nomina del dittatore. 
Di ciò è prova, tra gli altri, il caso di Marco Valerio Levino che essendosi allontanato da Roma per recarsi in Sicilia, non fu nominato dal Senato, in favore del collega console che invece si trovava in Italia.
Questa restrizione territoriale fu una delle cause principali che accompagnarono la decadenza della dittatura, poiché i dittatori non solo non potevano essere nominati fuori dal territorio italico, ma neppure potevano uscire dai confini di questo.
Contro la nomina del dittatore non era possibile alcuna opposizione (lat.: Intercessio) tribunizia o di altri magistrati; in diversi casi il dittatore fu nominato nonostante l'opposizione mostrata dai consoli e dai tribuni delle plebe.

## Soggetti che nominavano
La dictio spettava di regola al console che in quel momento possedeva il fascio littorio, ma non vi era una norma precisa e vincolante al riguardo. La scelta del console che avrebbe dovuto nominare il dittatore era talvolta del tutto casuale o dettata da questioni di opportunità: infatti, qualora si trattasse di nominare un dictator durante una campagna bellica, veniva preferito il console più agevolmente raggiungibile.
In origine nessuno, oltre i consoli, poteva nominare il dittatore. Neppure i Pretori potevano essere titolari di questo diritto: quando Cesare si fece nominare dittatore da un pretore, il gesto venne considerato del tutto illegale.
Anche la nomina per opera di un Interrex era considerata illegale e non fu mai utilizzata, con la sola eccezione di Lucio Cornelio Silla che venne però nominato dittatore attraverso una legge speciale, la Lex Valeria de Sulla Dictatore.
Il popolo romano non aveva alcun ruolo nella nomina dei dittatori e la sua funzione si limitava - riunito nei comizi curiati (in latino Comitia curiata) - a una eventuale approvazione della scelta consolare.
La partecipazione del popolo alla nomina dei dittatori si limitava all'emanazione della Lex curiata de imperio, circostanza del tutto pacifica visto il carattere così poco popolare di questa magistratura straordinaria.
Un'eccezione risale al tempo della Battaglia del lago Trasimeno, quando, non potendo far pervenire al console il decreto del Senato attraverso l'Italia occupata dall'esercito cartaginese, il popolo nominò tanto il dittatore quanto il suo Magister equitum.

## Soggetti che potevano essere nominati
Uno dei requisiti per poter essere nominati dittatori era la consolarità. La carica di dittatore era quindi inizialmente riservata al ceto patrizio: i plebei ebbero la possibilità di essere nominati dittatori solo dopo che ebbero ottenuto l'accesso al consolato attraverso le Leges Liciniae Sextiae del 367 a.C. Il primo dittatore plebeo, Gaio Marcio Rutilio, fu nominato nel 356 a.C. con il compito di impedire l'imminente invasione etrusca.

## Aspetti simbolici
Il dittatore veniva nominato nel silenzio notturno (lat.: nocte silentio). Gli autori antichi giustificano tale "ritualità" attraverso la necessità di prendere gli auspici (lat.: auspicia) in assenza di un qualunque tipo di rumore, che avrebbe potuto manifestare il dissenso degli Dei per quella nomina.
Tuttavia è stato ipotizzato che il riferimento al silenzio della notte rinvii ad una determinata scansione temporale con la quale i Romani suddividevano le ore notturne. 
Per le peculiarità che caratterizzavano la nomina del dittatore, molti hanno accostato questa magistratura a una funzione quasi sacerdotale. Infatti, la dictio del dictator assomigliava all'investitura del Flamine diale, che nella Roma antica era il sacerdote custode del culto di Giove Capitolino: entrambe queste figure condividevano il bizzarro veto di salire a cavallo.